# Ільченко Василь Васильович
Васи́ль Васи́льович І́льченко (*22 квітня 1950 — † 28 червня 2013) — український учений-фізик. Доктор фізико-математичних наук (1995), професор (1999). Академік АН ВШ України з 2009 р. Майбутній учений народився 22 квітня 1950 року на Київщині в родині сільських інтелігентів, його дитинство й шкільні роки проминули на Донбасі. 

## Біографія
В 1973 р. закінчив радіофізичний факультет Київського державного університету ім. Т. Шевченка.
З 1973 по 1975 рр. працював у науково-дослідному інституті «Сатурн». У 1975 — 1986 рр. — інженер, старший інженер, молодший науковий співробітник, науковий співробітник, старший науковий співробітник проблемної лабораторії КДУ ім. Т. Шевченка, очолюваної професором В. І. Стріхою.
З 1986 по 1987 рр. працював у центральному апараті Міністерства освіти України.
З 1987 р. працював на посадах старшого наукового співробітника, доцента, професора на радіофізичному факультеті КДУ ім. Т. Шевченка. Нині — завідувач кафедри фізичної електроніки радіофізичного факультету Київського національного університету ім. Т. Шевченка. Підготував і читає нормативні та спеціальні курси: «фізичні основи мікроелектроніки»; «напівпровідникова електроніка»; «фізика поверхні», «сенсори і сенсорні системи» та ін.
Докторську дисертацію він захистив 1995 року, а в 1999 році отримав учене звання професора. 
З 2007 року був завідувачем кафедри фізичної електроніки, а з 2012 року – завідувачем кафедри нанофізики та наноелектроніки радіофізичного факультету.
Як викладач В. В.Ільченко підготував та з успіхом читав нормативні та спеціальні курси: «фізичні основи мікроелектроніки»; «напівпровідникова електроніка»; «фізика поверхні», «сенсори і сенсорні системи». 
Наукові роботи В. В. Ільченка з фізичної електроніки було вшановано Медаллю ім.Н.Д.Моргуліса НАН України (2011). У 2009 році В. В. Ільченка було обрано академіком АН вищої школи України за відділенням фізики і астрономії.
Ученому була притаманна активна громадянська позиція. Як учень В.І.Стріхи В.В.Ільченко, ще будучи кандидатом наук, взяв активну участь в організаційній роботі зі створення АН вищої школи України, виконував у 1992 році обов’язки її головного ученого секретаря. У 2010 р. його було обрано членом Президії АН ВШ України. У 2008-2013 рр. В. В. Ільченко приділяв багато сил роботі на посаді голови Координаційної ради Українського фізичного товариства.
В.В.Ільченку були притаманні різнобічні й глибокі знання, висока наукова і людська порядність, непересічний педагогічний хист, доброта і тонке почуття гумору. Світла пам’ять про В.В.Ільченка назавжди залишиться в наших серцях, а його наукові ідеї розвиватимуть його учні : І. О. Анісімов, В. І. Висоцький, В. І. Григорук, І. М. Дмитрук, М. І. Дробноход, С. М. Левитський, Я.І.Лепіх,  В.Г.Литовченко, Є.В.Мартин, Г.А.Мєлков, М.Г.Находкін, С.Д.Погорілий, Л.В.Поперенко, І.М.Рєзніков, С.М.Рябченко, С.М.Савєнков, В.А.Скришевський, М.В.Стріха, О.В.Третяк

## Науковий доробок
Основні наукові інтереси полягають у вивченні адсорбційно-емісійних явищ на гетерофазних поверхнях, дослідженні впливу хімічної взаємодії на поверхнях та границях розділу гетерофазних систем на формування функціонально важливих електричних параметрів приладів сучасної електроніки. Нині наукова робота спрямована на експериментальні дослідження та комп'ютерне моделювання фізичних явищ на поверхнях наноструктурованих гетерофазних об'єктів. Структури такого типу можуть бути використані для створення електронних емітерів, газових та біосенсорів нового покоління, які поєднують досягнення сучасної нано- та мікро- електронних технологій.
Автор понад 200 наукових праць. Неодноразово виступав з науковими доповідями на міжнародних конференціях, в тому числі в Канаді, Німеччині, Бельгії та інших країнах.